# Słowenia na Letnich Igrzyskach Olimpijskich 2024
Słowenia na Letnich Igrzyskach Olimpijskich 2024 - reprezentacja Słowenii na Letnich Igrzyskach Olimpijskich 2024, które zostały rozegrane w dniach 26 lipca – 11 sierpnia 2024 roku w Paryżu. Był to 9 start reprezentacji Słowenii na letnich igrzyskach olimpijskich .
Słowenię reprezentowało 90 zawodników: 46 mężczyzn i 44 kobiet w 17 dyscyplinach. Jest to największa liczba zawodników w historii występów Słowenii na IO .
Chorążymi podczas ceremonii otwarcia byli Benjamin Savšek oraz Ana Gros. Chorążymi podczas ceremonii zamknięcia byli Toni Vodišek oraz Pia Babnik.

## Zdobyte medale
| Medal  | Zawodnik       | Dyscyplina          | Konkurencja              | Rezultat | Data        |
| ------ | -------------- | ------------------- | ------------------------ | -------- | ----------- |
| Złoto  | Andreja Leški  | Judo                | do 63 kg kobiet          | 1.       | 30 lipca    |
| Złoto  | Janja Garnbret | Wspinaczka sportowa | wspinaczka łączna kobiet | 1.       | 10 sierpnia |
| Srebro | Toni Vodišek   | Żeglarstwo          | Formuła Kite (m)         | 2.       | 9 sierpnia  |

## Reprezentanci

### Gimnastyka

#### sportowa
| Zawodnik      | Konkurencja               | Eliminacje | Eliminacje | Eliminacje | Eliminacje | Eliminacje | Eliminacje | Źródło |
| Zawodnik      | Konkurencja               | Przyrząd   | Przyrząd   | Przyrząd   | Przyrząd   | Razem      | Pozycja    | Źródło |
| Zawodnik      | Konkurencja               | V          | UB         | BB         | F          | Razem      | Pozycja    | Źródło |
| ------------- | ------------------------- | ---------- | ---------- | ---------- | ---------- | ---------- | ---------- | ------ |
| Lucija Hribar | wielobój indywidualny (k) | 13,133     | 13,133     | 10,133     | 11,666     | 48,665     | 55.        | [ 4 ]  |

#### artystyczna
| Zawodnik            | Konkurencja           | Eliminacje | Eliminacje | Eliminacje | Eliminacje | Eliminacje | Eliminacje | Finał  | Finał  | Finał   | Finał   | Finał   | Finał   | Źródło      |
| Zawodnik            | Konkurencja           | Układ      | Układ      | Układ      | Układ      | Razem      | Pozycja    | Układ  | Układ  | Układ   | Układ   | Razem   | Pozycja | Źródło      |
| Zawodnik            | Konkurencja           | Obręcz     | Piłka      | Maczugi    | Wstążka    | Razem      | Pozycja    | Obręcz | Piłka  | Maczugi | Wstążka | Razem   | Pozycja | Źródło      |
| ------------------- | --------------------- | ---------- | ---------- | ---------- | ---------- | ---------- | ---------- | ------ | ------ | ------- | ------- | ------- | ------- | ----------- |
| Ekaterina Vedeneeva | wielobój indywidualny | 34,150     | 32,600     | 32,300     | 31,750     | 130,800    | 6.Q        | 34,100 | 31,950 | 33,150  | 32,700  | 131,900 | 6.      | [ 5 ] [ 6 ] |

### Golf
| Zawodnik   | Konkurencja | Runda 1 | Runda 2 | Runda 3 | Runda 4 | Łącznie | Łącznie | Łącznie | Źródło |
| Zawodnik   | Konkurencja | Wynik   | Wynik   | Wynik   | Wynik   | Wynik   | Par     | Pozycja | Źródło |
| ---------- | ----------- | ------- | ------- | ------- | ------- | ------- | ------- | ------- | ------ |
| Pia Babnik | kobiety     | 74      | 66      | 74      | 73      | 287     | -1      | T22     | [ 7 ]  |
| Ana Belac  | kobiety     | 77      | 72      | 76      | 76      | 301     | +13     | T49     | [ 7 ]  |

### Judo

#### Indywidualnie
| Zawodnik       | Konkurencja  | 1/32                      | 1/16 finału           | Ćwierćfinał                         | Półfinał                    | Repasaże         | Finał / 3. miejsce           | Pozycja | Źródła |
| Zawodnik       | Konkurencja  | Przeciwnik Wynik          | Przeciwnik Wynik      | Przeciwnik Wynik                    | Przeciwnik Wynik            | Przeciwnik Wynik | Przeciwnik Wynik             | Pozycja | Źródła |
| -------------- | ------------ | ------------------------- | --------------------- | ----------------------------------- | --------------------------- | ---------------- | ---------------------------- | ------- | ------ |
| Enej Marinič   | + 100 kg (m) | İbrahim Tataroğlu P 00-11 | NQ                    | NQ                                  | NQ                          | NQ               | NQ                           | NQ      | [ 8 ]  |
| Maruša Štangar | - 48 kg (k)  | Milica Nikolić P 00-01    | NQ                    | NQ                                  | NQ                          | NQ               | NQ                           | NQ      |        |
| Kaja Kajzer    | - 57 kg (k)  | Timna Nelson-Levy P 00-01 | NQ                    | NQ                                  | NQ                          | NQ               | NQ                           | NQ      |        |
| Andreja Leški  | - 63 kg (k)  | Eter Askilashvili W 10-00 | Amina Belkadi W 10-01 | Catherine Beauchemin-Pinard W 01-00 | Clarisse Agbegnenou W 01-00 | —                | Prisca Awiti Alcaraz W 10-01 | złoto   | [ 9 ]  |
| Anka Pogačnik  | - 70 kg (k)  | Demos Memneloum W 10-00   | Ai Tsunoda P 00-01    | NQ                                  | NQ                          | NQ               | NQ                           | NQ      |        |
| Metka Lobnik   | - 78 kg (k)  | Loriana Kuka P 00-01      | NQ                    | NQ                                  | NQ                          | NQ               | NQ                           | NQ      | [ 10 ] |

### Kajakarstwo
Kajakarstwo górskie
| Zawodnik          | Konkurencja    | Eliminacje | Eliminacje | Eliminacje | Eliminacje | Eliminacje | Eliminacje | Półfinały | Półfinały | Finał  | Finał   | Pozycja | Źródło               |
| Zawodnik          | Konkurencja    | P 1        | M.         | P 2        | M.         | Razem      | M.         | Czas      | Miejsce   | Czas   | Miejsce | Pozycja | Źródło               |
| ----------------- | -------------- | ---------- | ---------- | ---------- | ---------- | ---------- | ---------- | --------- | --------- | ------ | ------- | ------- | -------------------- |
| Peter Kauzer      | Slalom K-1 (m) | 90,93      | 16.        | 88,84      | 8.         | 88,84      | 14.        | 142,80    | 18.       | NQ     | NQ      |         | [ 11 ]               |
| Benjamin Savšek   | Slalom C-1 (m) | 97,04      | 12.        | 192,64     | 20.        | 97,04      | 14.        | 96,28     | 5.        | 144,93 | 11.     |         | [ 12 ] [ 13 ] [ 14 ] |
| Eva Alina Hočevar | Slalom C-1 (k) | 109,57     | 11.        | 108,22     | 10.        | 108,22     | 12.        | 109,22    | 4.        | 115,48 | 9.      |         | [ 15 ] [ 16 ]        |
| Eva Terčelj       | Slalom K-1 (k) | 99,08      | 13.        | 95,93      | 9.         | 95,93      | 11.        | 103,11    | 10.       | 101,74 | 7.      |         | [ 17 ] [ 18 ] [ 19 ] |

Kajakarstwo klasyczne
| Zawodnik          | Konkurencja   | Kwalifikacje | Kwalifikacje | Runda 1 | Repasaże | Eliminacje | Ćwierćfinały | Półfinały | Finał   | Pozycja | Źródło |
| Zawodnik          | Konkurencja   | Czas         | Miejsce      | Miejsce | Miejsce  | Miejsce    | Miejsce      | Miejsce   | Miejsce | Pozycja | Źródło |
| ----------------- | ------------- | ------------ | ------------ | ------- | -------- | ---------- | ------------ | --------- | ------- | ------- | ------ |
| Benjamin Savšek   | Cross K-1 (m) | 74,18        | 25.          | 4.R     | 2.Q      | 2.Q        | 3.           | NQ        | NQ      | 12.     | [ 20 ] |
| Peter Kauzer      | Cross K-1 (m) | 70,74 FLT(8) | 37           | 3.R     | 2.Q      | 3.         | NQ           | NQ        | NQ      | 24.     | [ 20 ] |
| Eva Alina Hočevar | Cross K-1 (k) | 76,48        | 21.          | 3.R     | 1.Q      | 4.         | NQ           | NQ        | NQ      | 29.     | [ 21 ] |
| Eva Terčelj       | Cross K-1 (k) | 74,00        | 12.          | 2.Q     | BYE      | 3.         | NQ           | NQ        | NQ      | 18.     | [ 21 ] |

### Kolarstwo

#### Kolarstwo szosowe
| Zawodnik      | Konkurencja                    | Czas     | Pozycja | Źródło |
| ------------- | ------------------------------ | -------- | ------- | ------ |
| Eugenia Bujak | wyścig ze startu wspólnego (k) | 4:07:16  | 42.     | [ 22 ] |
| Urša Pintar   | wyścig ze startu wspólnego (k) | 4:08:14  | 59.     | [ 22 ] |
| Domen Novak   | wyścig ze startu wspólnego (m) | DNF      | DNF     | [ 23 ] |
| Luka Mezgec   | wyścig ze startu wspólnego (m) | 6:26:57  | 37.     | [ 23 ] |
| Matej Mohorič | wyścig ze startu wspólnego (m) | DNF      | DNF     | [ 23 ] |
| Jan Tratnik   | wyścig ze startu wspólnego (m) | 6:20:50  | 8.      | [ 23 ] |
| Jan Tratnik   | jazda indywidualna na czas (m) | 39:38,12 | 27.     | [ 24 ] |
| Eugenia Bujak | jazda indywidualna na czas (k) | 42:54,96 | 16.     | [ 25 ] |
| Urša Pintar   | jazda indywidualna na czas (k) | 45:07,15 | 31.     | [ 25 ] |

#### Kolarstwo górskie
| Zawodnik     | Konkurencja       | Czas/Okrążenia | Pozycja | Źródło |
| ------------ | ----------------- | -------------- | ------- | ------ |
| Tanja Žakelj | cross-country (k) | -2             | 30.     | [ 26 ] |

### Lekkoatletyka

#### Konkurencje biegowe
| Zawodnik        | Konkurencja            | Kwalifikacje | Kwalifikacje | Repasaże | Repasaże | Półfinał | Półfinał | Finał    | Finał   | Źródło |
| Zawodnik        | Konkurencja            | Wynik        | Miejsce      | Wynik    | Miejsce  | Wynik    | Miejsce  | Wynik    | Miejsce | Źródło |
| --------------- | ---------------------- | ------------ | ------------ | -------- | -------- | -------- | -------- | -------- | ------- | ------ |
| Anita Horvat    | 800 m (k)              | 2:00,91      | 7.           | NQ       | NQ       | NQ       | NQ       | NQ       | NQ      | [ 27 ] |
| Klara Lukan     | 5000 m (k)             | 15:09,61     | 12.          | —        | —        | —        | —        | NQ       | NQ      | [ 28 ] |
| Klara Lukan     | 10 000 m (k)           | —            | —            | —        | —        | —        | —        | 31:45,15 | 20.     | [ 29 ] |
| Matic Ian Guček | 400 m przez płotki (m) | 50,30        | 7.R          | 49,06    | 4.       | NQ       | NQ       | NQ       | NQ      | [ 30 ] |

#### Konkurencje techniczne
| Zawodnik         | Konkurencja       | Kwalifikacje | Kwalifikacje | Finał | Finał   | Źródło |
| Zawodnik         | Konkurencja       | Wynik        | Miejsce      | Wynik | Miejsce | Źródło |
| ---------------- | ----------------- | ------------ | ------------ | ----- | ------- | ------ |
| Kristjan Čeh     | rzut dyskiem (m)  | 64,80        | 9.q          | 68,41 | 4.      | [ 31 ] |
| Tina Šutej       | skok o tyczce (k) | 4,40         | 12.q         | 4,40  | 19.     | [ 32 ] |
| Lia Apostolovski | skok wzwyż (k)    | 1,83         | 26.          | NQ    | NQ      | [ 33 ] |
| Neja Filipič     | trójskok (k)      | 13,85        | 18.          | NQ    | NQ      |        |

### Łucznictwo
| Zawodnik                    | Konkurencja       | Runda rankingowa | Runda rankingowa | 1/32 finału             | 1/16 finału      | 1/8 finału       | Ćwierćfinały     | Półfinały        | Finał            | Finał   | Źródło |
| Zawodnik                    | Konkurencja       | Wynik            | Miejsce          | Przeciwnik Wynik        | Przeciwnik Wynik | Przeciwnik Wynik | Przeciwnik Wynik | Przeciwnik Wynik | Przeciwnik Wynik | Pozycja | Źródło |
| --------------------------- | ----------------- | ---------------- | ---------------- | ----------------------- | ---------------- | ---------------- | ---------------- | ---------------- | ---------------- | ------- | ------ |
| Žiga Ravnikar               | indywidualnie (m) | 663              | 31.              | Federico Musolesi P 4-6 | NQ               | NQ               | NQ               | NQ               | NQ               | NQ      | [ 34 ] |
| Žana Pintarič               | indywidualnie (k) | 638              | 46.              | Ana Luiza Caetano P 2-6 | NQ               | NQ               | NQ               | NQ               | NQ               | NQ      |        |
| Žiga Ravnikar Žana Pintarič | mikst             | 1301             | 23.              | —                       | NQ               | NQ               | NQ               | NQ               | NQ               | 23.     | [ 35 ] |

### Piłka ręczna
| Zespół                 | Konkurencja      | Rozgrywki grupowe | Rozgrywki grupowe | Rozgrywki grupowe | Rozgrywki grupowe | Rozgrywki grupowe | Rozgrywki grupowe | Ćwierćfinał      | Półfinał         | Finał/BM         | Pozycja | Źródło |
| Zespół                 | Konkurencja      | Przeciwnik Wynik  | Przeciwnik Wynik  | Przeciwnik Wynik  | Przeciwnik Wynik  | Przeciwnik Wynik  | Pozycja           | Przeciwnik Wynik | Przeciwnik Wynik | Przeciwnik Wynik | Pozycja | Źródło |
| ---------------------- | ---------------- | ----------------- | ----------------- | ----------------- | ----------------- | ----------------- | ----------------- | ---------------- | ---------------- | ---------------- | ------- | ------ |
| reprezentacja mężczyzn | turniej mężczyzn | ESP P 22–25       | CRO W 31–29       | SWE W 29–24       | JPN W 29–28       | GER L 29–36       | 2.                | NOR W 33–28      | DEN P 30–31      | ESP P 22–25      | 4.      | [ 36 ] |
| reprezentacja kobiet   | turniej kobiet   | DEN P 19–27       | KOR W 30–23       | GER P 22–41       | NOR P 22–29       | SWE P 23–27       | 6.                | NQ               | NQ               | NQ               | 11.     | [ 37 ] |

### Pływanie
| Zawodnik                                         | Konkurencja                 | Eliminacje | Eliminacje | Półfinał | Półfinał | Finał | Finał | Źródło |
| Zawodnik                                         | Konkurencja                 | Czas       | Poz.       | Czas     | Poz.     | Czas  | Poz.  | Źródło |
| ------------------------------------------------ | --------------------------- | ---------- | ---------- | -------- | -------- | ----- | ----- | ------ |
| Sašo Boškan                                      | 200 m stylem dowolnym (m)   | 1:48,75    | 21.        | NQ       | NQ       | NQ    | NQ    | [ 38 ] |
| Neža Klančar                                     | 50 m stylem dowolnym (k)    | 24,64      | 11.Q       | 24,40    | 7.Q      | 24,35 | 6.    | [ 39 ] |
| Neža Klančar                                     | 100 m stylem dowolnym (k)   | 54,12      | 7.Q        | 53,96    | 6.       | NQ    | NQ    | [ 40 ] |
| Neža Klančar Janja Šegel Katja Fain Tjaša Pintar | 4 x 100 stylem dowolnym (k) | 3:41,29    | 14.        | NQ       | NQ       | NQ    | NQ    | [ 41 ] |

### Siatkówka

#### halowa
| Zespół                     | Konkurencja        | Faza grupowa     | Faza grupowa     | Faza grupowa     | Faza grupowa | Ćwierćfinał      | Półfinał         | Finał/BM         | Finał/BM | Źródło |
| Zespół                     | Konkurencja        | Przeciwnik Wynik | Przeciwnik Wynik | Przeciwnik Wynik | Pozycja      | Przeciwnik Wynik | Przeciwnik Wynik | Przeciwnik Wynik | Pozycja  | Źródło |
| -------------------------- | ------------------ | ---------------- | ---------------- | ---------------- | ------------ | ---------------- | ---------------- | ---------------- | -------- | ------ |
| Reprezentacja Słowenii (m) | turniej halowy (m) | W 3–1            | W 3–0            | W 3–2            | 1.           | L 1–3            | NQ               | NQ               | 5.       | [ 42 ] |

### Taekwondo
| Zawodnik        | Konkurencja | 1/16 finału            | 1/8 finału       | Ćwierćfinały     | Repasaż          | Finał            | Pozycja | Źródło |
| Zawodnik        | Konkurencja | Przeciwnik Wynik       | Przeciwnik Wynik | Przeciwnik Wynik | Przeciwnik Wynik | Przeciwnik Wynik | Pozycja | Źródło |
| --------------- | ----------- | ---------------------- | ---------------- | ---------------- | ---------------- | ---------------- | ------- | ------ |
| Patrik Divkovič | + 80 kg (m) | Richard Ordemann P 1-2 | NQ               | NQ               | NQ               | NQ               | =11.    | [ 43 ] |

### Tenis stołowy
| Zawodnik                             | Konkurencja           | Eliminacje          | 1/32 finału           | 1/16 finału                 | 1/8 finału       | Ćwierćfinały     | Półfinały        | Finał            | Finał   | Źródło |
| Zawodnik                             | Konkurencja           | Przeciwnik Wynik    | Przeciwnik Wynik      | Przeciwnik Wynik            | Przeciwnik Wynik | Przeciwnik Wynik | Przeciwnik Wynik | Przeciwnik Wynik | Pozycja | Źródło |
| ------------------------------------ | --------------------- | ------------------- | --------------------- | --------------------------- | ---------------- | ---------------- | ---------------- | ---------------- | ------- | ------ |
| Darko Jorgić                         | gra pojedyńcza (m)    | Izaac Quek W 4-2    | Liam Pitchford W 4-2  | Lin Yun-ju P 0-4            | NQ               | NQ               | NQ               | NQ               | NQ      | [ 44 ] |
| Deni Kožul                           | gra pojedyńcza (m)    | Sharath Kamal W 4-2 | Shunsuke Togami P 2-4 | NQ                          | NQ               | NQ               | NQ               | NQ               | NQ      | [ 44 ] |
| Darko Jorgić Deni Kožul Peter Hribar | turniej drużynowy (m) | —                   | —                     | Reprezentacja Francji P 0-3 | NQ               | NQ               | NQ               | NQ               | NQ      | [ 45 ] |

### Wioślarstwo
| Zawodnik        | Konkurencja | Eliminacje | Eliminacje | Repasaże | Repasaże | Ćwierćfinał | Ćwierćfinał | Półfinał | Półfinał | Finał   | Finał         | Źródło |
| Zawodnik        | Konkurencja | Wynik      | Pozycja    | Wynik    | Pozycja  | Wynik       | Pozycja     | Wynik    | Pozycja  | Wynik   | Pozycja       | Źródło |
| --------------- | ----------- | ---------- | ---------- | -------- | -------- | ----------- | ----------- | -------- | -------- | ------- | ------------- | ------ |
| Isak Žvegelj    | jedynka (m) | 7:01,23    | 4.R        | 7:06,90  | 1.QF     | 7:06,42     | 5 SC/D      | 7:09,41  | 4.F/D    | 6:59,46 | 22.           | [ 46 ] |
| Nina Kostanjšek | jedynka (k) | 7:46,30    | 3.QF       | —        | 7:56,31  | 5.SC/D      | 7:48,86     | 2.F/C    | 7:39,00  | 18.     | [ 47 ] [ 48 ] |        |

### Wspinaczka sportowa
Wspinaczka łączna
| Zawodnik       | Konkurencja           | Eliminacje | Eliminacje | Eliminacje  | Eliminacje  | Eliminacje | Eliminacje | Finał      | Finał      | Finał       | Finał       | Finał | Finał   | Źródło |
| Zawodnik       | Konkurencja           | Bouldering | Bouldering | Prowadzenie | Prowadzenie | Razem      | Pozycja    | Bouldering | Bouldering | Prowadzenie | Prowadzenie | Razem | Pozycja | Źródło |
| Zawodnik       | Konkurencja           | Wynik      | Pozycja    | Wynik       | Pozycja     | Razem      | Pozycja    | Wynik      | Pozycja    | Wynik       | Pozycja     | Razem | Pozycja | Źródło |
| -------------- | --------------------- | ---------- | ---------- | ----------- | ----------- | ---------- | ---------- | ---------- | ---------- | ----------- | ----------- | ----- | ------- | ------ |
| Luka Potočar   | wspinaczka łączna (m) | 19,6       | 17.        | 24,0        | 12.         | 43,6       | 16.        | NQ         | NQ         | NQ          | NQ          | NQ    | NQ      | [ 49 ] |
| Janja Garnbret | wspinaczka łączna (k) | 99,6       | 1.         | 86,1        | 1.          | 195,7      | 1.Q        | 84,4       | 1.         | 84,1        | 3.          | 168,5 | złoto   | [ 50 ] |
| Mia Krampl     | wspinaczka łączna (k) | 28,4       | 17.        | 51,1        | 12.         | 79,5       | 17.        | NQ         | NQ         | NQ          | NQ          | NQ    | NQ      | [ 50 ] |

### Żeglarstwo
Konkurencje eliminacyjne
| Zawodnik   | Konkurencja | Wyścig | Wyścig | Wyścig | Wyścig | Wyścig | Wyścig | Wyścig | Wyścig | Wyścig | Wyścig | Wyścig | Wyścig | Wyścig | Wyścig | Wyścig    | Wyścig    | Wyścig    | Wyścig    | Wyścig    | Wyścig    | Wyścig | Wyścig | Wyścig  | Wyścig      | Wyścig   | Wyścig | Pozycja | Źródło |
| Zawodnik   | Konkurencja | 1      | 2      | 3      | 4      | 5      | 6      | 7      | 8      | 9      | 10     | 11     | 12     | 13     | 14     | 15        | 16        | 17        | 18        | 19        | 20        | Razem  | Punkty | Pozycja | Ćwierćfinał | Półfinał | Finał  | Pozycja | Źródło |
| ---------- | ----------- | ------ | ------ | ------ | ------ | ------ | ------ | ------ | ------ | ------ | ------ | ------ | ------ | ------ | ------ | --------- | --------- | --------- | --------- | --------- | --------- | ------ | ------ | ------- | ----------- | -------- | ------ | ------- | ------ |
| Lina Eržen | iQFoil (k)  | 14     | 13     | 17     | 7      | 9      | 19     | 9      | 23     | 24     | 19     | 23     | 25     | 10     | 17     | Anulowane | Anulowane | Anulowane | Anulowane | Anulowane | Anulowane | 229    | 180    | 21.     | NQ          | NQ       | NQ     |         | [ 51 ] |

| Toni Vodišek | Kite (m) | 2 | 5 | 1 | 3 | 10 | 1 | 12 | Anulowane | Anulowane | Anulowane | Anulowane | Anulowane | Anulowane | Anulowane | Anulowane | Anulowane | 34 | 12 | — | 4. | 4. | 4. | — | — | — | srebro | [ 52 ] |

Konkurencje z wyścigiem medalowym
| Zawodnik              | Konkurencja  | Wyścig | Wyścig | Wyścig | Wyścig | Wyścig | Wyścig | Wyścig | Wyścig | Wyścig | Wyścig | Wyścig | Wyścig | Wyścig    | Punkty | Finałowa pozycja | Źródło |
| Zawodnik              | Konkurencja  | 1      | 2      | 3      | 4      | 5      | 6      | 7      | 8      | 9      | 10     | 11     | 12     | Meda lowy | Punkty | Finałowa pozycja | Źródło |
| --------------------- | ------------ | ------ | ------ | ------ | ------ | ------ | ------ | ------ | ------ | ------ | ------ | ------ | ------ | --------- | ------ | ---------------- | ------ |
| Žan Luka Zelko        | ILCA 7 (m)   | 27     | 10     | 33     | 23     | 2      | 21     | 14     | 16     | —      | —      | —      | —      | NQ        | 113    | 17.              | [ 53 ] |
| Lin Pletikos          | ILCA 6 (k)   | 31     | 9      | 38     | 17     | 37     | 35     | 22     | 22     | 17     | —      | —      | —      | NQ        | 190    | 28.              | [ 54 ] |
| Jakob Božič Tina Mrak | 470 mieszane | 15     | 8      | 17     | 18     | 17     | 15     | 10     | 17     | —      | —      | —      | —      | NQ        | 99     | 18.              | [ 55 ] |